# Liste der Ämter in Mecklenburg-Vorpommern

Die Ämter und amtsfreien Kommunen Mecklenburg-Vorpommerns

Von den 724 politisch selbstständigen Städten und Gemeinden in Mecklenburg-Vorpommern sind 684 amtsangehörig, d. h., sie sind zur Erledigung ihrer Verwaltungsgeschäfte in 76 Ämtern zusammengeschlossen (Stand: 9. Juni 2024).
| Amt                                  | Amtssitz                | Landkreis                             | Anzahl Gemeinden | Einwohner (31. Dezember 2023) | Fläche (in km²) |
| ------------------------------------ | ----------------------- | ------------------------------------- | ---------------- | ----------------------------- | --------------- |
| Amt Altenpleen                       | Altenpleen              | Landkreis Vorpommern-Rügen            | 6                | 7.616                         | 121,82          |
| Amt Am Peenestrom                    | Wolgast                 | Landkreis Vorpommern-Greifswald       | 7                | 15.563                        | 181,60          |
| Amt Am Stettiner Haff                | Eggesin                 | Landkreis Vorpommern-Greifswald       | 12               | 10.404                        | 431,24          |
| Amt Anklam-Land                      | Spantekow               | Landkreis Vorpommern-Greifswald       | 18               | 9.419                         | 532,87          |
| Amt Bad Doberan-Land                 | Bad Doberan             | Landkreis Rostock                     | 9                | 12.242                        | 108,85          |
| Amt Barth                            | Barth                   | Landkreis Vorpommern-Rügen            | 10               | 15.189                        | 244,49          |
| Amt Bergen auf Rügen                 | Bergen auf Rügen        | Landkreis Vorpommern-Rügen            | 11               | 20.593                        | 303,65          |
| Amt Boizenburg-Land                  | Boizenburg/Elbe         | Landkreis Ludwigslust-Parchim         | 11               | 7.538                         | 258,45          |
| Amt Bützow-Land                      | Bützow                  | Landkreis Rostock                     | 12               | 16.657                        | 383,35          |
| Amt Carbäk                           | Broderstorf             | Landkreis Rostock                     | 4                | 7.959                         | 68,61           |
| Amt Crivitz                          | Crivitz                 | Landkreis Ludwigslust-Parchim         | 17               | 25.429                        | 484,58          |
| Amt Darß/Fischland                   | Born a. Darß            | Landkreis Vorpommern-Rügen            | 6                | 6.642                         | 123,65          |
| Amt Demmin-Land                      | Demmin                  | Landkreis Mecklenburgische Seenplatte | 16               | 6.906                         | 361,03          |
| Amt Dömitz-Malliß                    | Dömitz                  | Landkreis Ludwigslust-Parchim         | 7                | 8.344                         | 258,33          |
| Amt Dorf Mecklenburg-Bad Kleinen     | Dorf Mecklenburg        | Landkreis Nordwestmecklenburg         | 9                | 14.350                        | 217,32          |
| Amt Eldenburg Lübz                   | Lübz                    | Landkreis Ludwigslust-Parchim         | 10               | 12.028                        | 403,53          |
| Amt Franzburg-Richtenberg            | Franzburg               | Landkreis Vorpommern-Rügen            | 10               | 7.726                         | 306,39          |
| Amt Friedland                        | Friedland               | Landkreis Mecklenburgische Seenplatte | 3                | 8.536                         | 276,55          |
| Amt Gadebusch                        | Gadebusch               | Landkreis Nordwestmecklenburg         | 8                | 10.314                        | 222,43          |
| Amt Gnoien                           | Gnoien                  | Landkreis Rostock                     | 5                | 5.839                         | 244,99          |
| Amt Goldberg-Mildenitz               | Goldberg                | Landkreis Ludwigslust-Parchim         | 5                | 6.343                         | 245,87          |
| Amt Grabow                           | Grabow                  | Landkreis Ludwigslust-Parchim         | 13               | 10.795                        | 362,99          |
| Amt Grevesmühlen-Land*               | Grevesmühlen            | Landkreis Nordwestmecklenburg         | 8                | 8.755                         | 208,85          |
| Amt Güstrow-Land                     | Güstrow                 | Landkreis Rostock                     | 14               | 9.759                         | 335,00          |
| Amt Hagenow-Land                     | Hagenow                 | Landkreis Ludwigslust-Parchim         | 19               | 8.601                         | 336,65          |
| Amt Jarmen-Tutow                     | Jarmen                  | Landkreis Vorpommern-Greifswald       | 7                | 6.646                         | 172,66          |
| Amt Klützer Winkel                   | Klütz                   | Landkreis Nordwestmecklenburg         | 6                | 10.820                        | 204,53          |
| Amt Krakow am See                    | Krakow am See           | Landkreis Rostock                     | 5                | 8.766                         | 358,12          |
| Amt Laage                            | Laage                   | Landkreis Rostock                     | 4                | 9.073                         | 240,08          |
| Amt Landhagen                        | Neuenkirchen            | Landkreis Vorpommern-Greifswald       | 9                | 10.785                        | 208,92          |
| Amt Löcknitz-Penkun                  | Löcknitz                | Landkreis Vorpommern-Greifswald       | 13               | 10.615                        | 430,06          |
| Amt Lubmin                           | Lubmin                  | Landkreis Vorpommern-Greifswald       | 10               | 10.490                        | 202,39          |
| Amt Ludwigslust-Land                 | Ludwigslust             | Landkreis Ludwigslust-Parchim         | 11               | 8.548                         | 275,28          |
| Amt Lützow-Lübstorf                  | Lützow                  | Landkreis Nordwestmecklenburg         | 15               | 13.596                        | 276,54          |
| Amt Malchin am Kummerower See        | Malchin                 | Landkreis Mecklenburgische Seenplatte | 6                | 11.879                        | 307,74          |
| Amt Malchow                          | Malchow                 | Landkreis Mecklenburgische Seenplatte | 8                | 10.860                        | 269,33          |
| Amt Mecklenburgische Kleinseenplatte | Mirow                   | Landkreis Mecklenburgische Seenplatte | 4                | 7.958                         | 313,80          |
| Amt Mecklenburgische Schweiz         | Teterow                 | Landkreis Rostock                     | 15               | 8.169                         | 384,91          |
| Amt Miltzow                          | Sundhagen               | Landkreis Vorpommern-Rügen            | 3                | 7.267                         | 229,31          |
| Amt Mönchgut-Granitz                 | Baabe                   | Landkreis Vorpommern-Rügen            | 6                | 7.669                         | 84,35           |
| Amt Neubukow-Salzhaff                | Neubukow                | Landkreis Rostock                     | 6                | 6.865                         | 183,06          |
| Amt Neuburg                          | Neuburg                 | Landkreis Nordwestmecklenburg         | 6                | 6.230                         | 136,10          |
| Amt Neukloster-Warin                 | Neukloster              | Landkreis Nordwestmecklenburg         | 9                | 10.912                        | 245,67          |
| Amt Neustadt-Glewe                   | Neustadt-Glewe          | Landkreis Ludwigslust-Parchim         | 3                | 7.897                         | 128,25          |
| Amt Neustrelitz-Land                 | Neustrelitz             | Landkreis Mecklenburgische Seenplatte | 11               | 7.368                         | 450,15          |
| Amt Neverin                          | Neverin                 | Landkreis Mecklenburgische Seenplatte | 12               | 8.796                         | 222,81          |
| Amt Niepars                          | Niepars                 | Landkreis Vorpommern-Rügen            | 8                | 9.678                         | 186,50          |
| Amt Nord-Rügen                       | Sagard                  | Landkreis Vorpommern-Rügen            | 8                | 7.789                         | 161,52          |
| Amt Parchimer Umland                 | Parchim                 | Landkreis Ludwigslust-Parchim         | 10               | 8.191                         | 354,72          |
| Amt Peenetal/Loitz                   | Loitz                   | Landkreis Vorpommern-Greifswald       | 3                | 5.993                         | 170,46          |
| Amt Penzliner Land                   | Penzlin                 | Landkreis Mecklenburgische Seenplatte | 4                | 6.748                         | 213,04          |
| Amt Plau am See                      | Plau am See             | Landkreis Ludwigslust-Parchim         | 3                | 8.170                         | 234,60          |
| Amt Recknitz-Trebeltal               | Tribsees                | Landkreis Vorpommern-Rügen            | 10               | 8.754                         | 341,24          |
| Amt Rehna                            | Rehna                   | Landkreis Nordwestmecklenburg         | 11               | 9.765                         | 222,04          |
| Amt Ribnitz-Damgarten                | Ribnitz-Damgarten       | Landkreis Vorpommern-Rügen            | 4                | 18.992                        | 237,59          |
| Amt Röbel-Müritz                     | Röbel/Müritz            | Landkreis Mecklenburgische Seenplatte | 19               | 14.352                        | 573,24          |
| Amt Rostocker Heide                  | Gelbensande             | Landkreis Rostock                     | 5                | 10.872                        | 119,94          |
| Amt Schönberger Land                 | Schönberg (Mecklenburg) | Landkreis Nordwestmecklenburg         | 8                | 18.508                        | 263,14          |
| Amt Schwaan                          | Schwaan                 | Landkreis Rostock                     | 7                | 8.076                         | 122,36          |
| Amt Seenlandschaft Waren             | Waren (Müritz)          | Landkreis Mecklenburgische Seenplatte | 12               | 9.552                         | 503,67          |
| Amt Stargarder Land                  | Burg Stargard           | Landkreis Mecklenburgische Seenplatte | 6                | 9.853                         | 205,19          |
| Amt Stavenhagen                      | Stavenhagen             | Landkreis Mecklenburgische Seenplatte | 13               | 11.595                        | 307,72          |
| Amt Sternberger Seenlandschaft       | Sternberg               | Landkreis Ludwigslust-Parchim         | 12               | 12.035                        | 392,41          |
| Amt Stralendorf                      | Stralendorf             | Landkreis Ludwigslust-Parchim         | 9                | 11.856                        | 131,93          |
| Amt Tessin                           | Tessin                  | Landkreis Rostock                     | 9                | 7.061                         | 173,86          |
| Amt Torgelow-Ferdinandshof           | Torgelow                | Landkreis Vorpommern-Greifswald       | 7                | 14.189                        | 262,13          |
| Amt Treptower Tollensewinkel         | Altentreptow            | Landkreis Mecklenburgische Seenplatte | 19               | 13.510                        | 413,92          |
| Amt Uecker-Randow-Tal                | Pasewalk                | Landkreis Vorpommern-Greifswald       | 13               | 6.905                         | 290,52          |
| Amt Usedom-Nord                      | Zinnowitz               | Landkreis Vorpommern-Greifswald       | 5                | 9.536                         | 61,64           |
| Amt Usedom-Süd                       | Usedom                  | Landkreis Vorpommern-Greifswald       | 15               | 11.661                        | 235,04          |
| Amt Warnow-West                      | Kritzmow                | Landkreis Rostock                     | 7                | 17.390                        | 117,38          |
| Amt West-Rügen                       | Samtens                 | Landkreis Vorpommern-Rügen            | 11               | 9.624                         | 290,73          |
| Amt Wittenburg                       | Wittenburg              | Landkreis Ludwigslust-Parchim         | 2                | 9.313                         | 184,81          |
| Amt Woldegk                          | Woldegk                 | Landkreis Mecklenburgische Seenplatte | 7                | 6.336                         | 290,76          |
| Amt Zarrentin                        | Zarrentin am Schaalsee  | Landkreis Ludwigslust-Parchim         | 5                | 10.433                        | 275,79          |
| Amt Züssow                           | Züssow                  | Landkreis Vorpommern-Greifswald       | 13               | 11.482                        | 392,25          |

* Die amtsfreie Stadt Grevesmühlen bildet mit dem Amt Grevesmühlen-Land eine Verwaltungsgemeinschaft.